# João Vitor Lima Gomes
João Vitor Lima Gomes, meglio noto come João Vitor (Maceió, 1º giugno 1988), è un ex calciatore brasiliano, di ruolo centrocampista.

## Carriera
Ha giocato nella massima serie dei campionati brasiliano e turco.

## Palmarès

### Club

#### Competizioni nazionali
- Coppa del Brasile: 1

Palmeiras: 2012